# Kyle Edwards (calciatore 1998)
Kyle Hakeem Edwards (Dudley, 17 febbraio 1998) è un calciatore inglese, attaccante o ala dell'Stevenage.

## Carriera

### Club
Cresciuto nelle giovanili del West Bromwich, Edwards viene promosso in prima squadra per la stagione 2015-2016.
Nella stagione 2019-2020 è uno dei giocatori chiave per la promozione in Premier League, con cui prolunga anche il suo contratto fino al 2021.
Dopo soltanto 5 presenze in prima divisione, il 9 agosto 2021 si trasferisce a titolo definitivo all'Ipswich Town.

### Nazionale
Ha giocato nelle nazionali giovanili inglesi Under-16, Under-17 ed Under-20.